# Låring

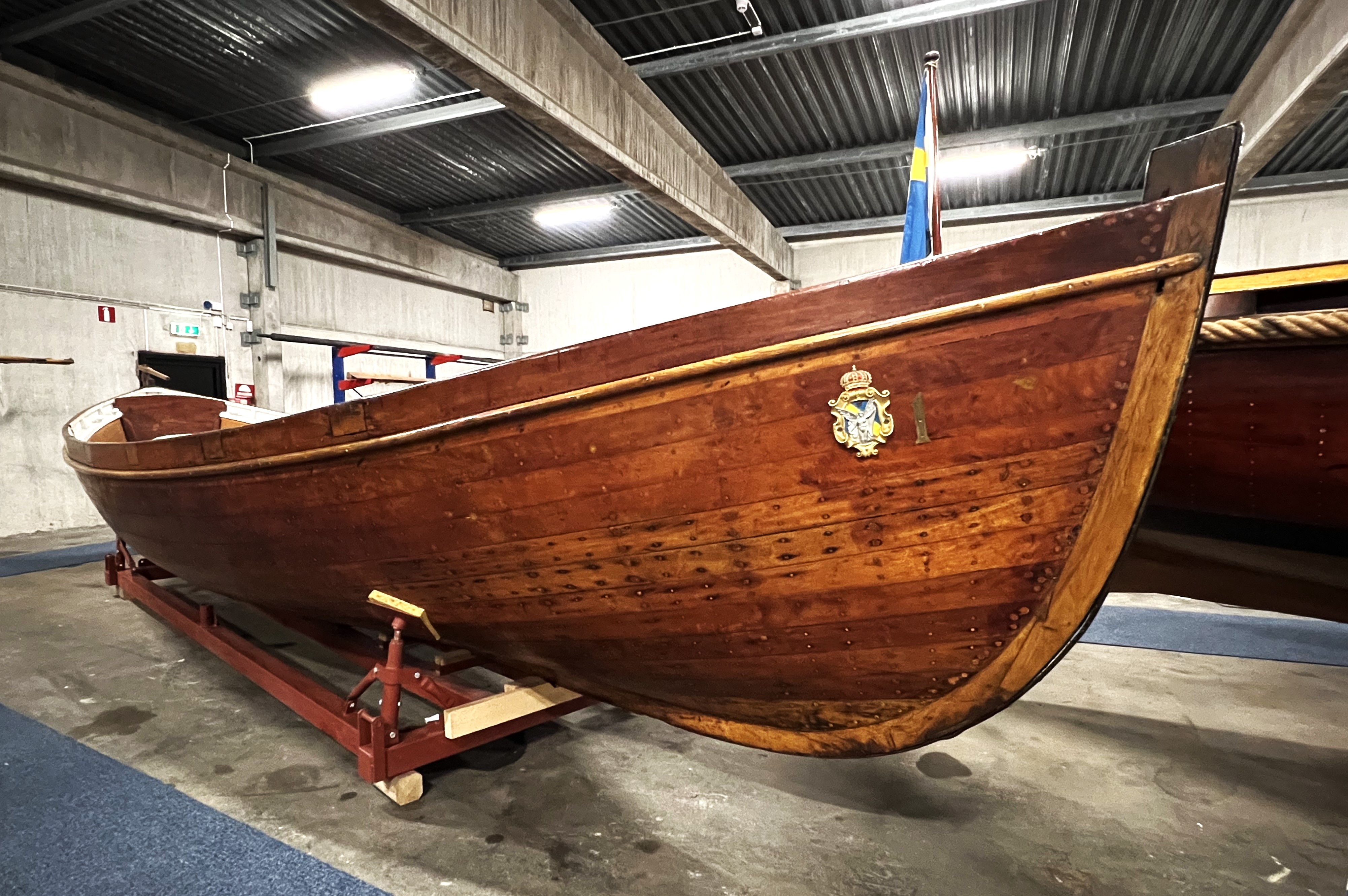
HM Pansakryssare Fylgias låringsbåt i Båtmagasinet på Rindö

Låring är en nautisk term och benämner fartygsdelen mellan akterstäv och mot midskepps. En betingpollare kan vara fäst vid låringen. 
Låring kommer från lår och är ett av de många fall i Norden där delar av fartyget uppkallats efter benämningar på kroppsdelar som bog, hals, köl med flera.
Låringsvis är riktningen 45 grader från fartygets akter, det vill säga en riktning från fartyget mellan rätt akter ut och tvärs ut. Under segling anges sådan riktning, då vinden inte är rätt akterifrån, ibland med låringsvis i lovart, låringsvis i lä; vanligare uttryck är låringsvis om styrbord eller babord.
För att ange bäringen till föremål, som befinner sig i 45° vinkel på endera sidan om fartygets långskeppsplan, akterifrån räknat, sägs de vara på styrbords, babords, lovarts eller lä låring.
Låringssjö är en vågrörelse som går i riktning mot låringen.
Låringsvind är en vind, som kommer in på låringen (snett akterifrån, det vill säga mellan "tvärs’’ och "rätt akterifrån"). "Sida-medvind" är ett "landkrabbsuttryck"
för låringsvind.
En låringsbåt var i äldre tid benämningen på en livbåt upphängd i dävertar på akterdäck.